# Liste korporierter Sozialdemokraten
Hier werden Personen aufgeführt, die sowohl Mitglied der Sozialdemokratischen Partei Deutschlands, der Sozialdemokratischen Partei Österreichs oder der Sozialdemokratischen Partei der Schweiz bzw. ihrer Vorgängervereinigungen als auch einer Studentenverbindung waren oder sind.
Im Lassalle-Kreis haben sich einige korporierte Sozialdemokraten zusammengeschlossen.

## Bekannte lebende korporierte Sozialdemokraten
- Bernhard vom Brocke (* 1939) – Sängerschafter
- Jochen Dieckmann (* 1947) – KStV Flamberg Bonn
- Klaus Eberhardt (* 1956) – Alte Breslauer Burschenschaft der Raczeks zu Bonn in der DB
- Hansjörg Elshorst (* 1938) – KDStV Hercynia Freiburg im Breisgau im CV
- Everhardt Franßen (* 1937) – KStV Normannia-Greifswald Mainz und KStV Westfalia-Mazenod Münster im KV
- Jürgen Gramke (* 1939) – Corps Holsatia Kiel im KSCV
- Dieter Haack (* 1934) – Burschenschaft der Bubenreuther in der DB (heute in der Neuen DB)
- Klaus Hänsch (* 1938) – Corps Silingia Breslau Köln im WSC
- Daniel Jositsch (* 1965) – AV Bodania St. Gallen im Schw. StV
- Johannes Kahrs (* 1963) – Hamburger Wingolf im Wingolfsbund
- Wolfgang Kahrs (* 1933) – Bonner Wingolf im Wingolfsbund
- Dieter Mronz (* 1944) – Corps Baruthia Erlangen im KSCV
- Eckhart Pick (* 1941) – Burschenschaft Ebernburg Mainz
- Günter Schrempp (* 1942) – KDStV Nordmark (Rostock) Essen im CV
- Dieter Thalhammer (* 1943) – KDStV Agilolfia Freising im CV
- Thilo von Trotha (* 1940) – Corps Borussia Bonn
- Heino Wiese (* 1952) – VDSt Göttingen im VVDSt
- Jean Ziegler (* 1934) – Schweizerischer Zofingerverein

## Bekannte verstorbene korporierte Sozialdemokraten
- Victor Adler (1852–1918) – Burschenschaft Arminia Wien
- Wilhelm Aron (1907–1933) – Burschenbund Wirceburgia Würzburg
- Pierre Aubert (1927–2016) – Schweizerischer Zofingerverein
- Hermann Bach (1897–1966) – KDStV Hohenstaufen Freiburg im CV
- Walter Bader (1901–1986) – AV Guestfalia Tübingen im CV
- Otto Ulrich Bährens (1911–2007) – Burschenschaft Germania Jena
- Walter Balz (1910–1990) – AMV Stochdorphia Tübingen im SV
- Karl Barth (1886–1968) – Zofingia Bern im Schweizerischen Zofingerverein
- Friedrich von Basse (1893–1972) – Corps Vandalia Heidelberg
- Eberhard Bauer (1929–2017) – Marburger Burschenschaft Rheinfranken, Königsberger Burschenschaft Teutonia zu Marburg in der DB
- Fritz Bauer (1903–1968) – Freie wissenschaftliche Vereinigung Heidelberg und München
- Wilhelm Bechtolsheimer (1911–1995) – Landsmannschaft Zaringia Heidelberg
- Friedrich Beermann (1912–1975) – Königsberger Burschenschaft Gothia Göttingen im SK
- Hermann Belzner (1919–1991) – Burschenschaft Arminia Würzburg
- Otto Benesch (1913–2002) – Landsmannschaft Hannovera auf dem Wels München
- Ernst Berger (1881–1964) – Breslauer Burschenschaft Saxonia
- Fritz Bergmann (1929–2025) – Landsmannschaft Teutonia Würzburg
- Ludwig Bergsträsser (1883–1960) – VDSt Heidelberg im VVDSt
- Wilhelm Blos (1849–1927) – Corps Rhenania Freiburg im KSCV
- Christoph Blumhardt (1842–1919) – Verbindung Normannia Tübingen
- Ernst-Wolfgang Böckenförde (1930–2019) – KStV Hansea-Halle Münster im KV
- Hans Bornkessel (1892–1977) – AGV München
- Wilhelm Bracke (1842–1880) – Braunschweiger Burschenschaft Germania
- Hans-Ulrich Brand (1930–2002) – Corps Albertina Hamburg im KSCV
- Carl von Brandenstein (1875–1946) – Corps Borussia Tübingen im KSCV
- Rudolf Breitscheid (1874–1944) – Burschenschaft Arminia Marburg
- Eduard David (1863–1930) – Burschenschaft Arminia Gießen
- Georg Adolf Demmler (1804–1886) – Burschenschaft Arminia Berlin
- Georg Diederichs (1900–1983) – Corps Hercynia Göttingen (heute Corps Teutonia-Hercynia Göttingen) im KSCV
- Georg Dietrich (1909–1998) – Alte Leipziger Landsmannschaft Afrania
- Eduard Dietz (1866–1940) – Burschenschaft Frankonia Heidelberg
- Albert Dulk (1819–1884) – Burschenschaft Hochhemia Königsberg
- Hermann Ebner (1896–1964) – Burschenschaft Germania Tübingen im SK
- Karl Engelhardt (1876–1955) – Burschenschaft Germania Würzburg
- Wilhelm Eichhoff (1833–1895) – Corps Palaiomarchia Halle, Corps Vandalia Berlin im KSCV
- Friedrich Erismann (1842–1915) – Corps Tigurinia Zürich im KSCV
- Friedhelm Farthmann (1930–2024) – Königsberger Burschenschaft Gothia zu Göttingen im SK
- Otmar Fischer (1934–2022) – Mainzer Wingolf im Wingolfsbund
- Eugen Fleischmann (1941–2017) – AV Virtembergia Tübingen
- Arnold Freymuth (1872–1933) – Burschenschaft Gothia Königsberg im SK
- Otto Freytag (1835–1917) – Landsmannschaft Plavia Leipzig
- Adolf Geck (1854–1942) – Karlsruher Burschenschaft Teutonia
- Otto Goetsch (1900–1962) – Burschenschaft Prussia Berlin
- Werner Groß (1910–1983) – Landsmannschaft Hammonia-Marko Natangia Hamburg
- Franz Gruener (1879–1953) – Burschenschaft Markomannia Wien
- Dieter Haak (1938–2012) – Bonner Wingolf im Wingolfsbund
- August Sigmund Karl Ulrich Haller von Hallerstein (1861–1936) – Corps Onoldia im KSCV
- Ernst von Harnack (1888–1945) – Marburger Burschenschaft Germania
- Eduard Haug (1856–1932) – Tübinger Königsgesellschaft Roigel
- Richard Heine (1890–1991) – Landsmannschaft Schottland im CC zu Tübingen
- Karl-Heinz Hiersemann (1944–1998) – CStV Uttenruthia Erlangen im SB
- Walter Hoffmann (1914–1996) – Landsmannschaft Rhenania Münster
- Jules Humbert-Droz (1891–1971) – Schweizerischer Zofingerverein
- Gunter Huonker (1937–2021) – Freiburger Burschenschaft Alemannia
- Herbert Hupka (1915–2006) – AV Silesia (Halle) zu Bochum im CV
- Johann Jacoby (1805–1877) – Verbindung Lithuania Königsberg/Burschenschaftliche Allgemeinheit
- Kurt von Kamphoevener (1887–1983) – Corps Saxo-Borussia Heidelberg
- Heinz Kappes (1893–1988) – Wingolfsbund
- Simon Katzenstein (1868–1945) – Burschenschaft Arminia Gießen
- Eugen Keidel (1909–1991) – Corps Rhenania Freiburg im KSCV
- Klaus Klingner (1935–2024) – Landsmannschaft Troglodytia Kiel im CC
- Günther Klotz (1911–1972) – Freie Landsmannschaft Markomannia Karlsruhe im BDIC
- Gerhard Koch (1906–1983) – Corps Borussia Tübingen im KSCV
- Harald Koch (1907–1992) – Burschenschaft Alemannia Freiburg
- Hinrich Wilhelm Kopf (1893–1961) – Verbindung Lunaburgia Göttingen im Miltenberger Ring
- Rolf Krumsiek (1934–2009) – SBV Teutoburg Münster und Burschenschaft Germania Göttingen, beide im Schwarzburgbund
- Günter Kuhfuß (1926–2001) – Wingolf
- Ulrich Lang (1933–2018) – AV Virtembergia Tübingen
- Ferdinand Lassalle (1825–1864) – Alte Breslauer Burschenschaft der Raczeks in der DB
- Paul Lensch (1873–1926) – Burschenschaft Neogermania Berlin und Burschenschaft Arminia Straßburg
- Hanfried Lenz (1916–2013) – VDSt Tübingen im VVDSt
- Wilhelm Liebknecht (1826–1900) – Burschenschaft Allemannia Gießen, Corps Rhenania Gießen, Corps Hasso-Nassovia, Stifter des Corps Rhenania Marburg
- Georg Lindemann (1885–1961) –  Burschenschaft Arminia Marburg und Burschenschaft der Norddeutschen Bonn
- Richard Lohmann (1881–1935) – Göttinger und Hallenser Wingolf
- Ernst Gottfried Mahrenholz (1929–2021) – Göttinger und Tübinger Wingolf
- Ludwig Marum (1882–1934) – Badenia Heidelberg im Kartell-Convent der Verbindungen deutscher Studenten jüdischen Glaubens
- Max Maurenbrecher (1874–1930) – VDSt Leipzig im VVDSt
- Franz Mehring (1846–1919) – Burschenschaft Dresdensia Leipzig
- Franz-Josef Mertens (1934–2017) – KStV Brisgovia Freiburg im KV
- Ernst Meyer (1892–1969) – Corps Marcomannia Breslau im KSCV
- Willibald Moser (1934–2011) – KDStV Langobardia (München) Bayreuth im CV
- Willibald Mücke (1904–1984) – KDStV Alemannia Greifswald und Münster im CV
- Peter Nellen (1912–1969) – KDStV Grotenburg (Detmold) Köln im CV
- Heinrich Ott (1929–2013) – Schweizerischer Zofingerverein
- Engelbert Pernerstorfer (1850–1918) – Burschenschaft Braune Arminia Wien
- Konrad Porzner (1935–2021) – AMV Fridericiana Erlangen im SV
- Andreas Predöhl (1893–1974) – Corps Palatia Bonn im KSCV
- Ludwig Emil Puttrich (1824–1908) – Corps Guestphalia Heidelberg und Corps Guestphalia Leipzig im KSCV
- Leonhard Ragaz (1868–1945) – Schweizerischer Zofingerverein
- Friedrich Rau (1916–2001) – Société d’Étudiants Germania Lausanne
- Ulrich Rauscher (1884–1930) – Corps Suevia Heidelberg im KSCV
- Reinhold Rehs (1901–1971) – Burschenschaft Gothia Königsberg im SK
- Gerhard Reischl (1918–1998) – Burschenschaft Cimbria München
- Viktor Renner (1899–1969) – Tübinger Wingolf
- Ernst Reuter (1889–1953) – SBV Frankonia Marburg, S.B.V. Herminonia München im Schwarzburgbund
- Detlev Rohwedder (1932–1991) – Leipziger Universitätssängerschaft zu St. Pauli in Mainz
- Paul Sakmann (1864–1936) – Verbindung Normannia Tübingen
- Alfred Schachner-Blazizek (1912–1970) – Burschenschaft Arminia Wien
- Friedrich Schäfer (1915–1988) – Turnerschaft Hohenstaufia Tübingen
- Gotthilf Schenkel (1889–1960) – Nicaria Tübingen
- Helmut Schmidt (1918–2015) – KVHC Payottenland Leuven im KVHV (Ehrenmitglied)
- Peter Schönlein (1939–2016) – Burschenschaft der Bubenreuther Erlangen
- Klaus Schucht (1930–2001) – Corps Silesia Breslau im KSCV
- Hansmartin Simpfendörfer (1934–2024) – AG Rothenburg Tübingen
- Walter Sommer (1905–1989) – Corps Makaria München im KSCV
- Eduard Speck (1884–1973) – Burschenschaft Arminia Wien
- Michael Stolleis (1941–2021) – Corps Saxo-Borussia Heidelberg
- Paul Tillich (1886–1965) – Berliner, Tübinger und Hallenser Wingolf
- Ferdinand Tönnies (1855–1936) – Burschenschaft Arminia auf dem Burgkeller Jena
- Fred Uhlmann (1901–1985) – Ghibellinia Freiburg im KC
- Louis Viereck (1851–1922) – Corps Teutonia Marburg und Corps Normannia Berlin im KSCV
- Alfred Weber (1868–1958) – Akademische Verbindung Igel Tübingen (?)
- Hans-Günther Weber (1916–2003) – Corps Saxonia Konstanz im KSCV
- Johannes Wedde (1843–1890) – Heidelberger Wingolf und Germania Göttingen, heute im Schwarzburgbund
- Hans Wiesen (1936–2013) – Corps Palaiomarchia-Masovia Kiel im KSCV
- Wolfgang Wippermann (1945–2021) – Corps Hildeso-Guestphalia Göttingen, Corps Vandalia Rostock im KSCV
- Ernst Wilm (1901–1989) – Hallenser Wingolf